# Lijst van bisschoppen van Maastricht
Onderstaand volgt een lijst van bisschoppen van het bisdom Maastricht. De 21 vroegmiddeleeuwse bisschoppen van Maastricht worden allen als heiligen vereerd. Van ongeveer de helft kan het bestaan historisch niet worden aangetoond.

## Geschiedenis
De eerste die een Maastrichtse bisschoppenlijst samenstelde was Heriger van Lobbes, eind 10e eeuw. In de late middeleeuwen probeerde men met behulp van de schaarse gegevens te komen tot een complete lijst van 21 bisschoppen van Maastricht. Het getal 21 moet hierbij symbolisch worden opgevat. Ook de bollandisten hielden zich bij de samenstelling van de Acta Sanctorum uitgebreid bezig met de Maastrichtse bisschoppen. De Maastrichtse lijst volgde op de lijst van tien bisschoppen van Tongeren. Beide lijsten zijn grotendeels apocrief en kunnen dus niet als historisch bewijs gelden. Na Servatius is er pas weer vanaf Falco enige zekerheid.
Wanneer de bisschopszetel van Tongeren naar Maastricht werd verplaatst – en later naar Luik – is niet met zekerheid te zeggen. Domitianus is de eerste die met zekerheid in Maastricht zetelde; Hubertus de laatste. De Maastrichtse kerkhistoricus Régis de la Haye gaat ervan uit dat Hubertus de zetel de facto naar Luik verplaatste, maar dat het nog een eeuw duurde voordat dat kerkrechtelijk werd vastgelegd. De mediëvist Frans Theuws meent dat de verplaatsing van de bisschopszetel in de late achtste eeuw plaatsvond. In 835 wordt Luik voor het eerst als bisschopszetel aangeduid.
Evenmin is bekend in welke kerk zich de bisschopszetel bevond. De latere juridische verhoudingen in Maastricht doen vermoeden dat dit de Onze-Lieve-Vrouwekerk was. Maar ook voor de door bisschop Monulfus gestichte Sint-Servaaskerk valt wat te zeggen. De vraag leidde in de 16e en 17e eeuw tot woordenstrijd tussen het kapittel van Sint-Servaas en dat van Onze Lieve Vrouwe.
Vanaf de middeleeuwen werd het feest van de heilige bisschoppen van Maastricht gevierd op 6 februari. Na het herstel van de bisschoppelijke hiërarchie in 1853 werd het feest in 1867 in ere hersteld door mgr. Joannes Paredis, bisschop van Roermond en in zekere zin opvolger van de Maastrichtse bisschoppen. De nieuwe datum van het feest is de derde zondag na Pinksteren.

## De 21 heilige bisschoppen van Maastricht
|    | Naam                       | Periode                | Naamdag            | Opmerkingen                                                                              |
| 1  | H. Servatius               | 4e eeuw                | 13 mei             | volgens de traditie overleden in 384; historisch vaststaand: 343, 353, 359/360           |
|    | H. Candidus                |                        | 13 juni            | opvolger van Servatius, hoewel geen bisschop; wordt niet vermeld door Heriger van Lobbes |
| 2  | H. Agricolaus              | 4e/5e eeuw (388-401)   | 5 februari         |                                                                                          |
| 3  | H. Urcisinus               | 4e/5e eeuw (401 - 413) | 1 oktober          |                                                                                          |
| 4  | H. Designatus              | 5e eeuw (413 - 437)    | 13 januari         |                                                                                          |
| 5  | H. Resignatus              | 5e eeuw (437 - 465)    | 1 december         |                                                                                          |
| 6  | H. Sulpitius               | 5e eeuw (465 - 480)    | 17 januari         |                                                                                          |
| 7  | H. Quirillus               | 5e/6e eeuw (480 - 520) | 30 april           |                                                                                          |
| 8  | H. Eucherius I             | 6e eeuw (520 - 522)    | 20 februari        |                                                                                          |
| 9  | H. Falco                   | 6e eeuw (522 - 527)    | 20 februari        | cit. ca. 511/512                                                                         |
| 10 | H. Eucharius II            | 6e eeuw (527 - 530)    | 27 februari        |                                                                                          |
| 11 | H. Domitianus van Hoei     | vóór 535 - na 549      | 7 mei              | cit. 535; 549                                                                            |
| 12 | H. Monulfus                | tweede helft 6e eeuw   | 16 juli of 27 juli | overleden 597                                                                            |
| 13 | H. Perpetuus               | 586 - 589              | 4 november         |                                                                                          |
| 14 | H. Gondulfus of Bettulfus  | rond 614               | 16 juli            |                                                                                          |
| 15 | H. Evergislus of Ebregisus | 6e/7e eeuw             | 28 maart           |                                                                                          |
| 16 | H. Joannes Agnus           | begin 7e eeuw          | 25 juli            | gekozen tussen 623 - 629                                                                 |
| 17 | H. Amandus                 | ±647 - 650             | 6 februari         | overleden op 6 februari 675 of 676                                                       |
| 18 | H. Remaclus                | tweede helft 7e eeuw   | 3 september        | cit. 650 ; afstand gedaan voor 6 september 669 of 670; laatste vermelding in 671         |
| 19 | H. Theodardus              | tweede helft 7e eeuw   | 10 september       | vermoord kort na 6 september 669/670                                                     |
| 20 | H. Lambertus               | ±670 - ±700            | 17 september       | cit. 675 en 683; vermoord 17 september 696 of 700; laatste vermelding in 705             |
|    | Faramundus                 | 675 - 683              |                    | usurpator tijdens het episcopaat van Lambertus; cit. 675/676; afgezet 682/683            |
| 21 | H. Hubertus                | ±706 - 727             | 3 november         | verplaatste volgens de middeleeuwse traditie de bisschopszetel naar Luik                 |

## Titulaire bisschoppen
In 1970 werd het titulaire bisdom Maastricht opgericht. De zetel werd, met onderbrekingen, bezet door vier bisschoppen.
|  | Naam                         | Periode      | Opmerkingen |
|  | Petrus Moors                 | 1970 - 1980  | was eerder bisschop van Roermond                                                                                     |
|  | Joannes Gijsen               | 1993 - 1996  | was eerder bisschop van Roermond; werd in 1996 benoemd tot bisschop van Reykjavik                                    |
|  | Marco Pérez Caicedo          | 2006 - 2012  | was hulpbisschop van Guayaquil; werd in 2012 benoemd tot bisschop van Babahoyo                                       |
|  | Waldemar Stanisław Sommertag | 2018 - heden | werd op 15 februari 2018 benoemd tot apostolisch nuntius voor Nicaragua en tot titulair aartsbisschop van Maastricht |